# Hipersfera

Siatka rozpięta na hipersferze dwuwymiarowej w rzucie ortogonalnym

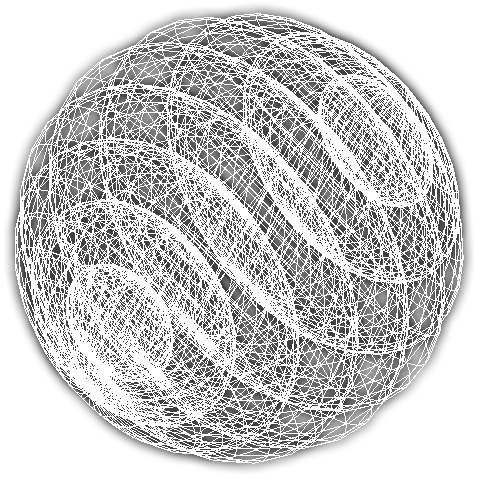
Rzut na płaszczyznę siatki rozpiętej na hipersferze trójwymiarowej

Hipersfera (gr. υπερ hyper „nad, ponad” i σφαῖρα sphaîra „kula, piłka”) – uogólnienie klasycznej sfery na dowolną liczbę wymiarów.

## Definicja formalna
Dla dowolnej liczby naturalnej {\displaystyle n,} hipersfera o promieniu {\displaystyle r} jest zdefiniowana jako zbiór punktów w przestrzeni euklidesowej {\displaystyle (n+1)}-wymiarowej, które znajdują się w odległości {\displaystyle r} od wybranego punktu środkowego {\displaystyle c,} gdzie {\displaystyle r} jest dowolną dodatnią liczbą rzeczywistą, a {\displaystyle c} to dowolnie wybrany punkt w przestrzeni {\displaystyle (n+1)}-wymiarowej:
{\displaystyle S^{n}=\left\{x\in \mathbb {R} ^{n+1}:\|x-c\|=r\right\}.}
Jest to {\displaystyle n}-wymiarowa rozmaitość w {\displaystyle (n+1)}-wymiarowej przestrzeni euklidesowej. W szczególności:
- hipersfera 0-wymiarowa {\displaystyle S^{0}} to para punktów na końcach odcinka[2],
- hipersfera 1-wymiarowa {\displaystyle S^{1}} to okrąg na płaszczyźnie[3],
- hipersfera 2-wymiarowa {\displaystyle S^{2}} to klasyczna sfera w przestrzeni 3-wymiarowej, powierzchnia klasycznej kuli[4],
- hipersfera 3-wymiarowa {\displaystyle S^{3}} to sfera w 4-wymiarowej przestrzeni euklidesowej.

Hipersferę o promieniu jednostkowym i środku umieszczonym w początku układu współrzędnych nazywa się sferą jednostkową i oznacza {\displaystyle S^{n}}. Sfera {\displaystyle n}-wymiarowa stanowi brzeg kuli {\displaystyle (n+1)}-wymiarowej. Dla {\displaystyle n\geqslant 2} hipersfery są rozmaitościami jednospójnymi o stałej dodatniej krzywiźnie.

### Współrzędne
Zbiór punktów w przestrzeni {\displaystyle (n+1)}-wymiarowej {\displaystyle (x_{1},x_{2},\dots ,x_{n+1}),} który tworzy hipersferę, opisuje równanie
{\displaystyle r^{2}=\sum _{i=1}^{n+1}(x_{i}-c_{i})^{2},}
gdzie:
{\displaystyle c} – punkt środkowy,
{\displaystyle r} – promień.

### Hiperkula
Przestrzeń ograniczoną przez hipersferę nazywa się {\displaystyle (n+1)}-wymiarową hiperkulą. Hiperkula jest domknięta, jeśli zawiera hipersferę, lub otwarta, jeśli jej nie zawiera. W szczególności:
- hiperkula 1-wymiarowa to odcinek,
- hiperkula 2-wymiarowa to koło,
- hiperkula 3-wymiarowa to kula.

## Rozmiar

### Objętość wnętrza
Ogólny wzór na objętość, a ściślej miara Lebesgue’a obszaru ograniczanego przez hipersferę {\displaystyle (n-1)}-wymiarową o promieniu {\displaystyle R,} który jest hiperkulą {\displaystyle n}-wymiarową, ma postać:
{\displaystyle V_{n}(R)=C_{n}R^{n},}
gdzie {\displaystyle C_{n}} jest stałym współczynnikiem proporcjonalności zależnym od wymiaru przestrzeni i wynosi
{\displaystyle C_{n}={\frac {\pi ^{\frac {n}{2}}}{\Gamma ({\frac {n}{2}}+1)}},}
w którym {\displaystyle \Gamma } to funkcja Γ.
Wzór na współczynnik {\displaystyle C_{n}} upraszcza się, gdy rozpatruje się oddzielnie wymiary stopni parzystych
{\displaystyle C_{2k}={\frac {\pi ^{k}}{k!}}}
i nieparzystych
{\displaystyle C_{2k+1}={\frac {2^{k+1}\pi ^{k}}{1\cdot 3\cdot \ldots \cdot (2k+1)}}={\frac {2^{k+1}\pi ^{k}}{(2k+1)!!}}.}
| Wymiar n | Współczynnik {\displaystyle C_{n}}        | Dziesiętne przybliżenie | Klasyczna interpretacja |
| -------- | ----------------------------------------- | ----------------------- | ----------------------- |
| 0        | {\displaystyle 1}                         | 1,00000                 | punkt                   |
| 1        | {\displaystyle 2}                         | 2,00000                 | długość odcinka         |
| 2        | {\displaystyle \pi }                      | 3,14159                 | pole koła               |
| 3        | {\displaystyle {\frac {4}{3}}\pi }        | 4,18879                 | objętość kuli           |
| 4        | {\displaystyle {\frac {1}{2}}\pi ^{2}}    | 4,93480                 |                         |
| 5        | {\displaystyle {\frac {8}{15}}\pi ^{2}}   | 5,26379                 |                         |
| 6        | {\displaystyle {\frac {1}{6}}\pi ^{3}}    | 5,16771                 |                         |
| 7        | {\displaystyle {\frac {16}{105}}\pi ^{3}} | 4,72478                 |                         |
| 8        | {\displaystyle {\frac {1}{24}}\pi ^{4}}   | 4,05871                 |                         |

Rozmiar obszaru ograniczonego hipersferą jednostkową jest największy w przestrzeni 5-wymiarowej. W przestrzeniach o liczbie wymiarów {\displaystyle n>5} rozmiar zaczyna maleć, zmierzając do zera w nieskończoności
{\displaystyle \lim _{n\to \infty }V_{n}=0.}

### Powierzchnia
Ogólny wzór na powierzchnię hipersfery {\displaystyle (n-1)}-wymiarowej można uzyskać, obliczając pochodną objętości hiperkuli {\displaystyle n}-wymiarowej względem promienia
{\displaystyle S_{n-1}(R)={\frac {d}{dR}}V_{n}(R)={\frac {d}{dR}}C_{n}R^{n}=nC_{n}R^{n-1}=C_{n-1}^{*}R^{n-1},}
gdzie {\displaystyle C_{n-1}^{*},} podobnie jak dla objętości, jest stałym współczynnikiem proporcjonalności zależnym od wymiaru przestrzeni i wynosi
{\displaystyle C_{n-1}^{*}=nC_{n}={\frac {n\pi ^{\frac {n}{2}}}{\Gamma ({\frac {n}{2}}+1)}}={\begin{cases}\displaystyle 0&{\text{dla }}n=0,\\[2ex]\displaystyle {\frac {n\pi ^{\frac {n}{2}}}{{\frac {n}{2}}\Gamma ({\frac {n}{2}})}}={\frac {2\pi ^{\frac {n}{2}}}{\Gamma ({\frac {n}{2}})}}&{\text{dla }}n>0\end{cases}}}
| Wymiar n-1 | Współczynnik {\displaystyle C_{n-1}^{*}} | Dziesiętne przybliżenie | Klasyczna interpretacja         |
| ---------- | ---------------------------------------- | ----------------------- | ------------------------------- |
| –1         | {\displaystyle 0}                        | 0,00000                 |                                 |
| 0          | {\displaystyle 2}                        | 2,00000                 | liczba punktów tworzących sferę |
| 1          | {\displaystyle 2\pi }                    | 6,28318                 | długość okręgu                  |
| 2          | {\displaystyle 4\pi }                    | 12,56637                | powierzchnia kuli               |
| 3          | {\displaystyle 2\pi ^{2}}                | 19,73920                |                                 |
| 4          | {\displaystyle {\frac {8}{3}}\pi ^{2}}   | 26,31894                |                                 |
| 5          | {\displaystyle \pi ^{3}}                 | 31,00627                |                                 |
| 6          | {\displaystyle {\frac {16}{15}}\pi ^{3}} | 33,07336                |                                 |
| 7          | {\displaystyle {\frac {1}{3}}\pi ^{4}}   | 32,46969                |                                 |

Wśród hipersfer jednostkowych największą powierzchnię ma hipersfera 6-wymiarowa (w przestrzeni 7-wymiarowej). Dla hipersfer o wymiarach {\displaystyle n>6} ich rozmiar zaczyna maleć i zmierza do zera, gdy liczba wymiarów rośnie do nieskończoności
{\displaystyle \lim _{n\to \infty }S_{n}=0.}

### Wymiary ułamkowe
Wzory na {\displaystyle S_{n}} i {\displaystyle V_{n}} można zastosować dla dowolnych liczb rzeczywistych {\displaystyle n\geqslant 0,} w których istnieje uzasadnienie poszukiwania powierzchni sfery lub objętości kuli, gdy {\displaystyle n} nie jest dodatnią liczbą całkowitą.

## Współrzędne hipersferyczne
Analogicznie do współrzędnych sferycznych, w euklidesowej przestrzeni trójwymiarowej definiuje się system współrzędnych hipersferycznych dla dowolnej przestrzeni {\displaystyle n}-wymiarowej, w których składowymi są promień {\displaystyle r} i {\displaystyle (n-1)} współrzędnych kątowych {\displaystyle \phi _{1},\phi _{2},\dots ,\phi _{n-1},} gdzie {\displaystyle \phi _{n-1}} zawiera się w przedziale {\displaystyle [0,2\pi ),} a pozostałe współrzędne kątowe w przedziale {\displaystyle [0,\pi ].}
Jeśli przez {\displaystyle x_{i}} oznaczy się współrzędne kartezjańskie, to ich wartości można wyznaczyć jako:
{\displaystyle x_{1}=r\cos(\phi _{1}),}
{\displaystyle x_{2}=r\sin(\phi _{1})\cos(\phi _{2}),}
{\displaystyle x_{3}=r\sin(\phi _{1})\sin(\phi _{2})\cos(\phi _{3}),}
{\displaystyle {}\,\,\,\vdots }
{\displaystyle x_{n-1}=r\sin(\phi _{1})\ldots \sin(\phi _{n-2})\cos(\phi _{n-1}),}
{\displaystyle x_{n}=r\sin(\phi _{1})\ldots \sin(\phi _{n-2})\sin(\phi _{n-1}).}